# Hypoglaucitis
Hypoglaucitis là một chi bướm đêm thuộc họ Noctuidae.